# Helmut Seethaler

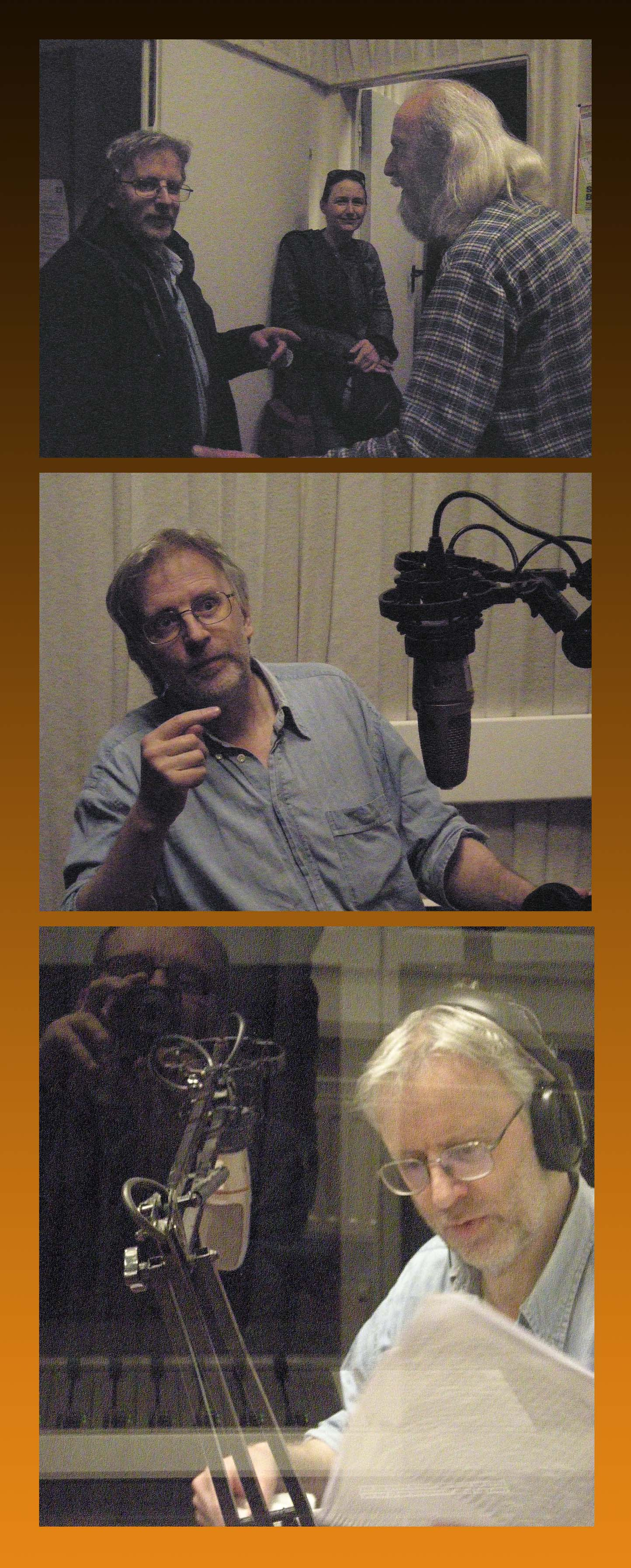
Helmut Seethaler, Wien 2010.

Helmut Leopold Seethaler (* 13. März 1953 in Wien) ist ein österreichischer Schriftsteller, der sich als Zettelpoet sieht.

## Leben
Nach dem Abbruch eines Philosophiestudiums betätigte sich Seethaler ab 1973 als „Zettelpoet“. Gemäß der Idee, Kunst habe im öffentlichen Raum präsent zu sein, klebte er seine Gedichte in Form von Zettelchen als von ihm so genannte „Pflückgedichte“ an Laternenmasten, Parkbäume und Bauzäune, aber auch an Wände und Säulen von U-Bahn-Stationen. Dafür umwickelte er beispielsweise Bäume mit einseitigem Klebeband, mit Klebeseite nach außen, um daran seine Gedicht-Zettel anzuheften. Diese „Pflückgedichte“ stehen inhaltlich und formal zwischen Gedankenlyrik und Aphorismus. Helmut Seethaler lebt und arbeitet in Wien. Er ist verheiratet und hat drei Töchter.
Rund 3300 Klagen und Gerichtsverhandlungen, die Seethalers Schaffen (trotz leichter Entfernbarkeit der Zettelchen) als Sachbeschädigung werteten, waren die Folge. Ein Urteil des Obersten Gerichtshofes aus dem Jahr 1998 wertet seine Zettel hingegen als Kunst, demgemäß schutzwürdig.
Seethalers Aktionen ab etwa 2009, nämlich die unwillkommene Beschriftung von Gehsteigen, Säulen und Bauzäunen, erfüllen hingegen den Tatbestand der schweren Sachbeschädigung. Gegen ein Urteil vom 18. Februar 2010, zwei Monate bedingt wegen (abwaschbarer und von ihm selbst entfernter) Beschriftung von 13 Gehsteigplatten des Wiener MQ, wofür ein Sachschaden von € 3.900,- mit entsprechend hohen Gerichtskosten geltend gemacht wurde, legte er Berufung ein und provozierte unmittelbar danach, von anwesenden Polizisten unbehelligt, durch eine Gehsteigbeschriftung vor dem Gerichtsgebäude. Mit Urteil vom 16. März 2010 wurde diese Berufung abgewiesen, und er wurde wegen zweier weiterer ähnlicher Aktionen am selben Tag rechtskräftig zu einer zusätzlichen Geldstrafe von € 180,– (90 Tagessätze à € 2,-, oder bei Uneinbringlichkeit 45 Tage Ersatzhaftstrafe) verurteilt. Der Kurier schrieb dazu in der Ausgabe des 17. März: „[…] Er sei „Dichter, kein Täter“. Vergeblich: „Der Tatbestand wurde erfüllt“, hieß es“.
Gemäß der Gratis-Tageszeitung Heute stehen inzwischen Literaten wie Elfriede Jelinek, Peter Turrini, Robert Menasse und andere dafür ein, Seethaler einen Literaturpreis zukommen zu lassen. 2017 wurde Seethaler mit dem Preis der Freien Szene Wiens ausgezeichnet.

Beispiele
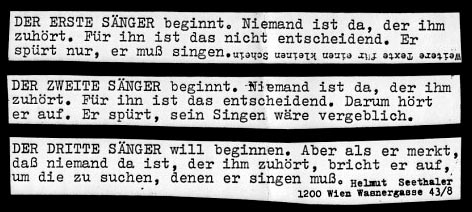
Frühwerk, 1973 oder 1974
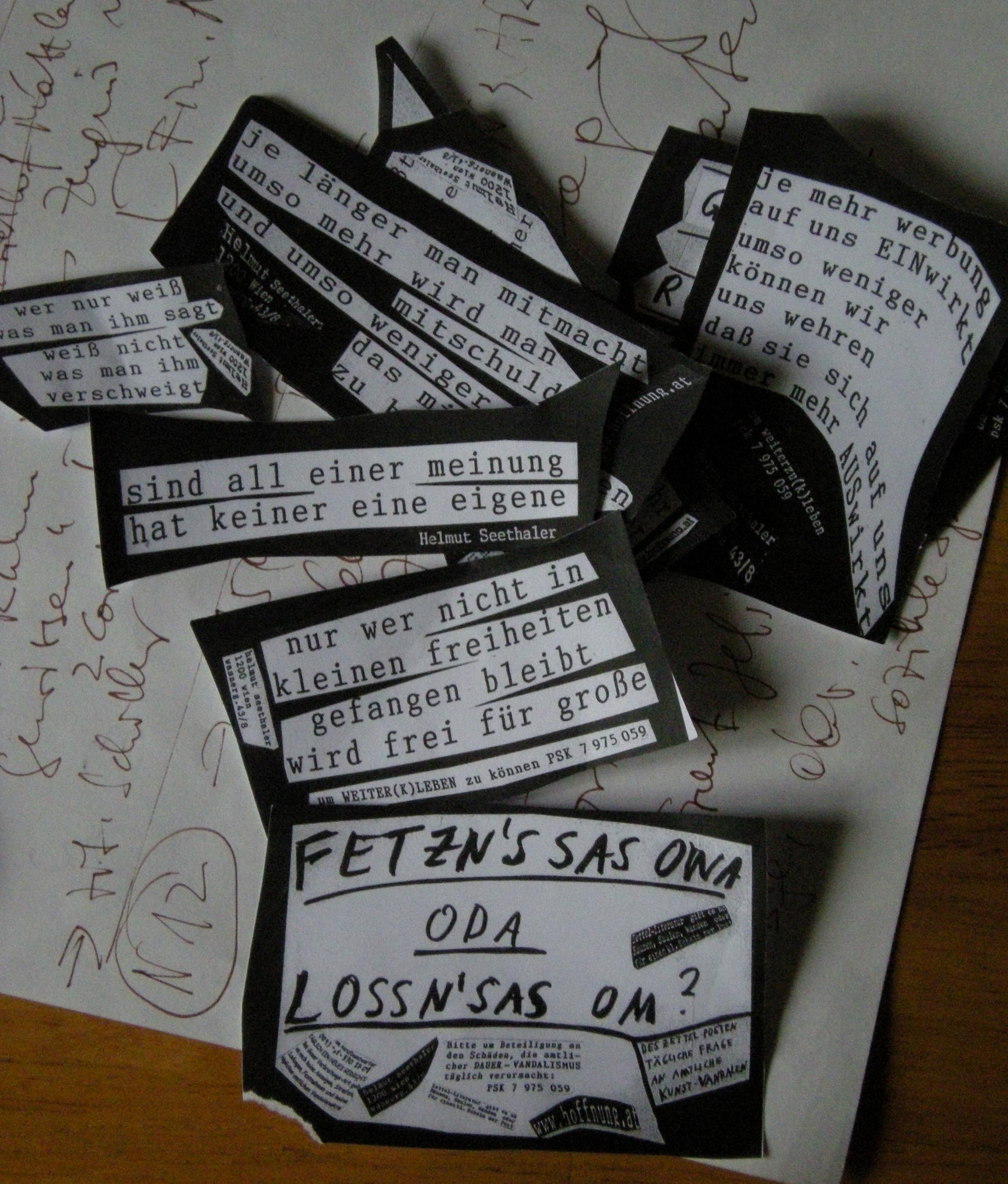
Pflückgedicht-Zettelchen, 1974–2010.
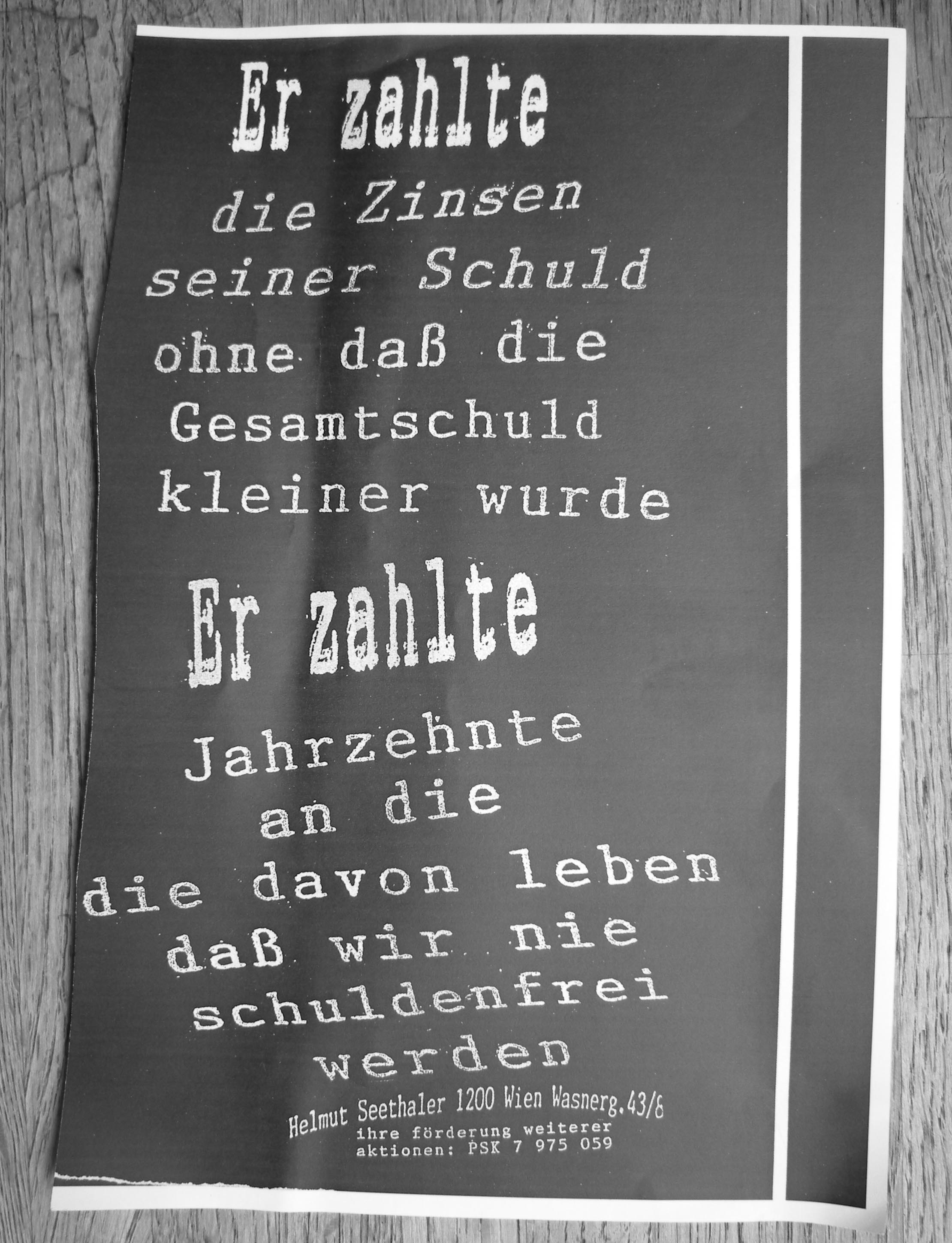
Er zahlte…
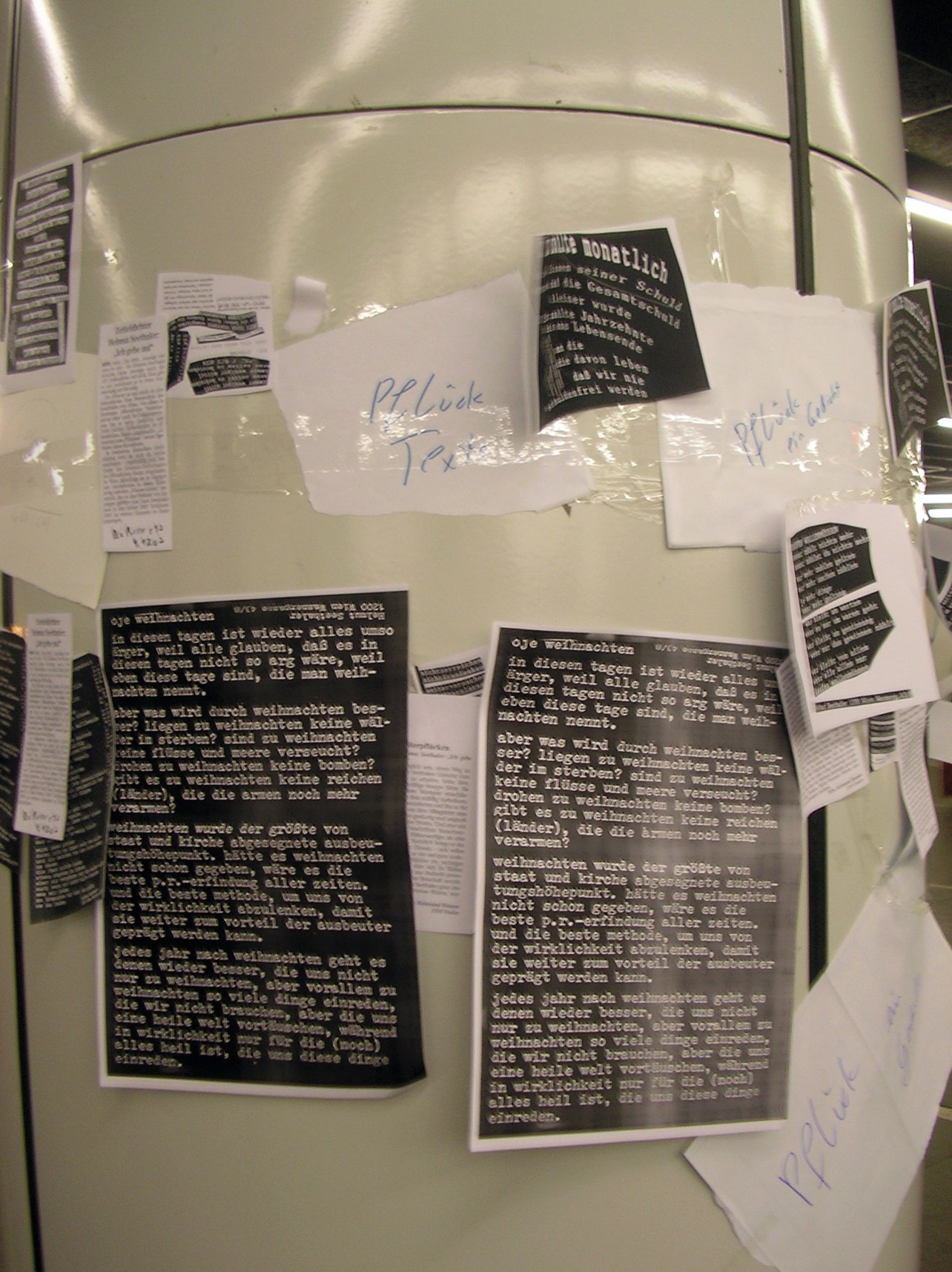
„Pflücktexte“, Wien, Schwedenplatz, 2007.
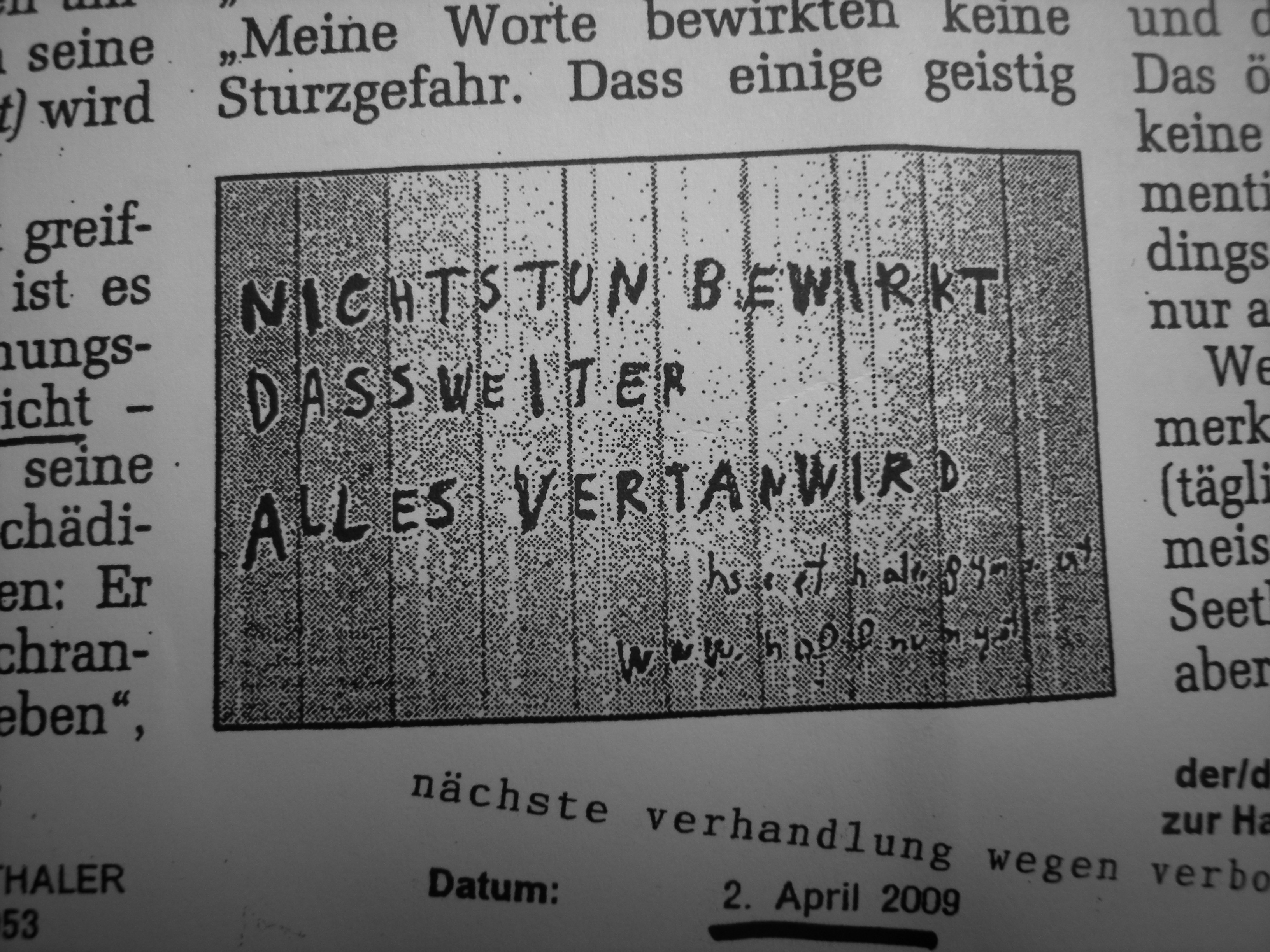
Schwere Sachbeschädigung, 2009.

## Zitate
„Mein Verleger sprach lange über die Möglichkeiten (s)eines Verlages und meines persönlichen Buchs. ‚Ich brauch das nicht, ich bin nicht auf den Buchmarkt angewiesen.‘ Ich war bockig wie ein kleines Kind, das sein Spielzeug in Gefahr sieht. Aber ich darf mein Spielzeug ja behalten, darf weiter die Welt bekleben. Auch die Zettel, die im Buch sind, bleiben als Zettel lebendig. Sie werden nur tiefgekühlt, durch das Lesen und Herausnehmen wieder aufgetaut. Das Buch ist nach dem Lesen entfernbar. Es ist nur Packung.“

„[…] Er habe „eine Baustellenabschrankung mittels Filzstift beschrieben“, steht auf der Ladung – Seethalers handschriftlicher Vermerk dazu: „Ja eh.“ Er habe den Boden beim Zugang des CAT-Terminals „beschmiert“ – Seethaler: „Ja eh.“ Auch habe er „Reklametafeln und eine Blechkiste beschmiert“. Doch da vermerkt Seethaler: „War i net.“ 
Der Boden beim CAT-Terminal „war desolat“, betont der Dichter. „Meine Worte bewirken keine Sturzgefahr. Dass einige geistig ausrutschten gehört dazu.“ […]“

## Auszeichnungen
- 2017: Preis der Freien Szene Wiens

## Werke
- An die kommenden Tage. Europaverlag, Wien 1974, ISBN 3-203-50515-0
- Postkartenbuch. 1994
- Das Pflückbuch Nr. 1 Verlag Der Apfel, Wien 1995, ISBN 3-85450-103-X
- Texte für Denkende + gegen das Denk-Ende hochroth Verlag, Berlin 2017, ISBN 978-3902871848

Über Seethaler
- Pick Wien an (Trailer zu einer Film-Doku von David Paede und Barbara Sas; Sound: Sigi Maron; 2009, gesendet auf OKTO)
- Seethaler : Zetteldichter, A 2012, 62‘, Dokumentarfilm von Andrea Figl; Informationen: http://www.zetteldichter.at/ (zuletzt aufgerufen am 10. September 2013).